# Cry Havoc (jeu)
Pour les articles homonymes, voir Cry Havoc.
Cry Havoc est un jeu de guerre sur table à l'échelle sub-tactique (1 pion = 1 personnage ou 1 animal) très novateur pour l'époque notamment du point de vue du graphisme, paru initialement en 1981 chez Standard Games, puis traduit en français en 1984 par Duccio Vitale et édité chez Rexton, société qui a plus tard été reprise par EuroGames puis Jeux Descartes.

## Univers proposés par la série[2]
L'univers de base, pour Cry Havoc et son extension Siège, est le XIIIe siècle en Europe, soit l'apogée de la féodalité, des chevaliers et des châteaux-forts. La gamme s'est ensuite enrichie avec des jeux traitant des invasions vikings (Vikings), des croisades (Croisades), du Japon médiéval (Samourais) et enfin d'un thème médiéval-fantastique (magie et créatures fantastiques) avec la série des Dragon noir.
La boîte Croisades accorde la possibilité, en outre, d'étendre le jeu au-delà du simple affrontement ponctuel en proposant une carte stratégique de la Palestine et en permettant ainsi de déplacer ses troupes sur la carte générale, les troupes devant être achetées et pouvant monter en efficacité. Sont aussi sorties plusieurs extensions pour augmenter le nombre de pions et de cartes disponibles.
En 2013, est apparu Guiscard, jeu autonome reprenant les règles de base de Cry Havoc avec certaines améliorations. Édité par Les Jeux du Griffon, Guiscard retrace la période normande dans la partie sud de l'Italie. Il a été suivi par une série de jeux sur l'«Épopée Normande», à savoir Diex Aïe, sur la conquête de l'Angleterre par les Normands, The Anarchy, sur la guerre civile Anglaise située entre 1135 et 1154, et qui fut une succession de sièges (ce jeu contient des règles avancées sur la gestion des châteaux forts et des équipements de siège), Ager Sanguinis (du nom d'une bataille entre Francs et Arabes en 1119), ainsi que Montgisard (une bataille gagnée par le roi lépreux Baudouin II de Jérusalem en 1177). Plus récemment, sont sortis Sherwood, sur les affrontements entre Robin des Bois et le Shérif de Nottingham (l'histoire est inventée mais les pions sont historiquement compatibles avec d'autres jeux de la série), puis Oppidum, sur la guerre des Gaulles entre 58 et 51 av. J.C. Un nouveau jeu, Lorica Segmentata, sur les affrontements aux frontières de l'empire romain, est prévu pour fin 2026.

## Présentation du matériel de jeu
Avec parfois quelques variantes ponctuelles, le matériel de jeu présent dans les boîtes de la série est le suivant :
- Trois livrets, qui présentent le contexte et les personnages, les règles du jeu et plusieurs scénarios. Pour Vikings et Dragon noir, il n'y a que deux livrets, l'un regroupant l'histoire, les personnages et les scénarios et l'autre les règles du jeu ; pour Croisades, il n'y a qu'un seul livret, plus important, regroupant les trois éléments indiqués plus haut et deux autres sections : les règles pour le niveau stratégique de jeu et les règles pour le niveau jeu de rôle.
- Des planches de pions cartonnés, imprimés recto-verso, représentant les personnages, les animaux et le matériel. En règle générale, chaque personnage est représenté par deux pions, figurant quatre états : valide, assommé, blessé, mort.
- Deux cartes pour les boîtes de base, davantage pour Vikings, Dragon noir et Croisades. Ces cartes sont découpées en hexagones et représentent divers terrains d'affrontement (un village, une forêt, une croisée de chemins, une abbaye, un campement militaire, un château fort, une oliveraie etc). Elles peuvent être combinées pour obtenir une plus grande surface de jeu. C'est même nécessaire pour les deux extensions Le Château des Templiers (deux cartes) et La Cité Médiévale Fortifiée (quatre cartes).
- Plusieurs fiches cartonnées organisées en « mémo » avec les éléments de simulation nécessaires au déroulement du jeu.
- Les dés nécessaires au jeu, à dix faces dans les boîtes de base.

## Figurines et maquettes
Trait original pour un jeu de guerre sur cartes, Cry Havoc s'est vu doté dès 1986 de maquettes de maisons et de végétations correspondant à la carte "Village". Elles étaient réalisées en résine et accompagnées de figurines en plomb figurant les différents personnages du jeu. Cette édition de maquettes et figurines n'a pas été poursuivie lors de la reprise des éditeurs originaux par Jeux Descartes.

## But du jeu
Comme ce jeu traite d'escarmouches dans un univers médiéval (ou médiéval-fantastique), dans une partie sans scénario où simplement deux groupes s'affrontent, le but du jeu est la défaite de l'adversaire. Mais le plus souvent, des conditions de victoire spécifiques sont fixées par un scénario choisi par les joueurs permettant de désigner le camp vainqueur (capture de personnages importants, destruction de matériel, occupation de certains bâtiments etc).
Dans Croisades, les scénarios tactiques peuvent être indépendants, mais ils peuvent aussi s'inscrire dans des scénarios stratégiques et/ou de jeu de rôle permettant de les coordonner dans une campagne.
Dans Dragon noir, les scénarios s'enchaînent chronologiquement en suivant la trame d'une histoire narrée dans l'un des livrets. Il était prévu à l'origine quatre grands épisodes de cette campagne, correspondant à quatre boîtes de jeu mais seules les deux premières (L'Exil et L'Epreuve) ont été publiées au contraire des deux suivantes (Le Retour et La Conquête) qui n'ont jamais vu le jour.

## Système de jeu (Les règles de base)
Le déroulement d'une partie est fondé sur la succession de tours de jeu, chacun divisé en autant de phases que de joueurs (à partir de deux). Chaque phase est structurée comme suit :
- Tir possible des archers et arbalétriers non engagés dans un combat le tour précédent.
- Mouvement possible de tous les personnages, sauf les arbalétriers qui viennent de tirer.
- Tir possible à nouveau pour les archers, y compris ceux engagés dans un combat le tour précédent.
- Combat possible pour tous les personnages présents dans un hexagone adjacent à un hexagone occupé par un ennemi (cette action de combat peut être remplacée par une autre action, comme verser de l'huile bouillante, allumer/éteindre un incendie, actionner un pont-levis, etc.).
- Remise sur pieds des personnages amis assommés lors de la phase d'un joueur adversaire.
- Vérification de l'extension ou non des incendies en cours (phase spécifique à Siege mais qui peut sans peine être adaptée aux autres jeux).

Remarque :
À partir de la publication de Croisades, le contenu d'un tour de jeu a évolué. Les deux phases de tirs (phases 1 et 3) ont été renommées respectivement Tirs offensifs et Tirs défensifs avec la modification notable que la phase de Tirs défensifs est désormais effectuée par le joueur adverse. 

## Règles optionnelles
Chaque livret de règles des jeux de la série propose quelques règles optionnelles, destinées à enrichir la simulation sans déroger aux principes de base. Elles sont à distinguer des règles spécifiques (voir ci-après) qui ont pour but de développer le système de jeu en fonction de l'univers.
- Dans Cry Havoc, ce sont les règles traitant d'une pénurie éventuelle de munitions ou encore de reddition et de rançon.
- Dans Siege, elles traitent des effets de la panique et de la débandade ou encore de la précision du tir.
- Dans Samouraï, sont proposés les défis ou le hara-kiri.
- Dans Vikings, il peut être tenu compte des erreurs de tir (idem dans Samouraï et Dragon noir), les cordages des navires peuvent se rompre et il peut y avoir des voies d'eau à colmater.

## Règles spécifiques
Ce sont des règles correspondant à certains univers particuliers développés dans les jeux de la série qui sont venus compléter Cry Havoc.
- Pour Siege, il s'agit des règles concernant la poliorcétique, c'est-à-dire les techniques de siège et d'assaut des forteresses, comme par exemple la manipulation de matériels spécifiques (baliste, mangonneau, trébuchet, bélier etc) ainsi que la manœuvre d'un pont-levis, le comblement de fossé, l'utilisation d'huile bouillante, le fait d'allumer ou d'éteindre les incendies, etc.
- Pour Samouraï, les règles traitant des capacités de combat des moines et des ninjas.
- Pour Vikings, il s'agit de toutes les règles concernant les bateaux comme leur gouverne, l'échouement, les collisions, l'abordage, etc.
- Pour Croisades, ce sont les règles concernant le niveau stratégique du jeu et le niveau jeu de rôle.
- Pour Dragon noir, ce sont les règles qui relèvent de la dimension fantastique de l'univers proposé, soit la magie et les pouvoirs spéciaux des créatures non-humaines.

## Scénarios tactiques (ou sub-tactiques)
Chaque boîte de jeu proposait un certain nombre de scénarios tactiques (souvent six) mettant en scène un  nombre varié de personnages autour d'une histoire particulière. Un livret de scénarios supplémentaires fut publié par Rexton, reprenant et traduisant six scénarios publiés en anglais par Standard Games et en ajoutant un scénario original de Duccio Vitale.
Plusieurs revues de jeux de simulation (dont en particulier Casus Belli) ont également publié nombre de scénarios pour les divers jeux de la série.
Un scénario tactique se structure généralement de la façon suivante :
- La (ou les) carte(s) nécessaire(s) au tapis de jeu.
- L'histoire à l'origine de l'affrontement.
- Les camps en présence (en indiquant les personnages formant chaque camp).
- Les positions de départ des personnages.
- Une ou plusieurs règles spécifiques si nécessaire.
- La (ou les) condition(s) de victoire.

## Scénarios stratégiques (pourCroisades)
Le livret de Croisades propose quatre scénarios stratégiques :
- La Course au Nil (1164-1168) pour 4 joueurs.
- La Troisième Croisade (1191-1192) pour 2 joueurs.
- La Cinquième Croisade (1218-1219) pour 4 joueurs.
- Mongols : la Nouvelle Donne (1158-1160) pour 4 à 7 joueurs. Ce dernier scénario présente l'originalité de faire intervenir les pions de personnages issus du jeu Samouraï, ceux-ci figurant les Mongols.

Un scénario stratégique indique généralement :
- L'histoire (ou les rappels historiques nécessaires).
- Les camps en présence.
- Les frontières en vigueur aux dates du scénario.
- Les positions de départ.
- Les points, les navires et les revenus de chaque camp (conformément aux règles stratégiques).
- Les règles spéciales éventuelles.
- Les conditions de victoire.

## Scénario Jeu de Rôle (pourCroisades)
Dans cette trame générale définie par la Section 3 du livret de Croisades, chaque joueur s'identifie à un chevalier ou un mamelouk royal qui a reçu la garde d'un château frontalier. Le but de chacun des joueurs n'est rien de moins que de devenir souverain de tout le Moyen-Orient, du Nil à l'Euphrate. Ce scénario systématise les phases de diplomatie (alliances, trahisons, vassalité) et de dialogues entre les joueurs en plus des mouvements stratégiques, des affrontements tactiques et des escarmouches sub-tactiques.
Il est même indiqué dans le livret que les joueurs sont libres d'utiliser le jeu de rôle écrit par François Nedelec Avant Charlemagne pour aller encore plus loin dans la dimension jeu de rôle ainsi constituée .